# François Michel Corne
François Michel Joseph Corne est un homme politique français né le 29 septembre 1751 à Saint-Pol-sur-Ternoise (Pas-de-Calais) et décédé le 18 août 1834 à Arras (Pas-de-Calais).
Procureur au conseil d'Artois, il est procureur syndic du district d'Arras en 1790, puis administrateur du département en l'an IV. Il est élu député du Pas-de-Calais au Conseil des Cinq-Cents le 23 germinal an V et siège jusqu'en l'an VII. En 1805, il est conseiller de préfecture, puis conseiller d'arrondissement et conseiller municipal d'Arras.